# Baranya-csatorna
Baranya-csatorna är en kanal i Ungern. Den ligger i den västra delen av landet, 140 km sydväst om huvudstaden Budapest.